# 王經 (弘治進士)
王經（1453年—？），字文濟，浙江紹興府山陰縣人，民籍，明朝政治人物。

## 生平
浙江鄉試第八十八名舉人。弘治三年（1490年）中式庚戌科會試第二百八名，三甲第四名進士。授行人，九年六月行取南京都察院理刑，十年四月实授南京廣東道監察御史，丁憂服闋，十四年九月復除江西道御史，十月奏事失仪，下锦衣卫狱，赎杖还职。十七年七月升雲南按察司佥事，正德四年六月升廣西左參議，五年六月升貴州按察司副使，七年四月录贵州讨阿杂功，受到奖赏。

## 家族
曾祖王志一；祖父王可旺；父王理，知縣。母徐氏。严侍下。